# Flussräumflottille Niederlande
Die Flussräumflottille Niederlande war eine Sicherungseinheit der deutschen Kriegsmarine während der Besetzung der Niederlande. Ihr Stützpunkt lag in Dordrecht.

## Geschichte

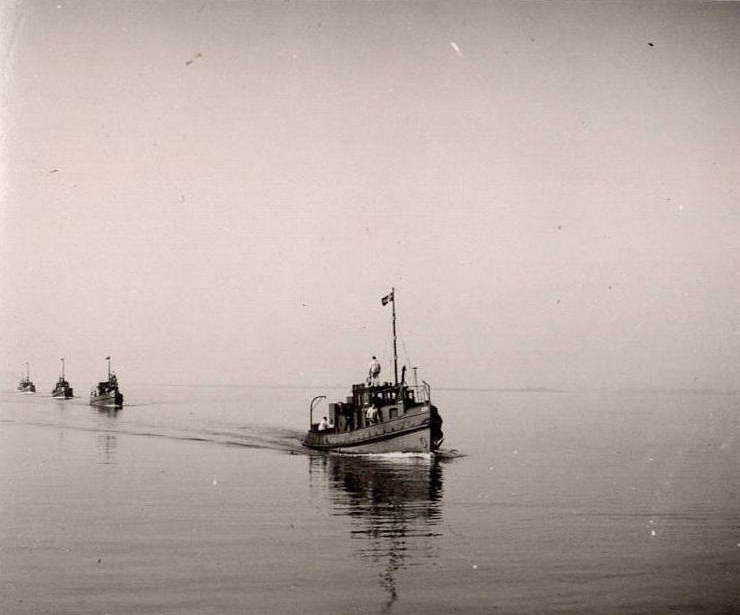
Flussräumboote auf der Zuiderzee

Nach der Besetzung der Niederlande durch die Wehrmacht bildete die Kriegsmarine im Dezember 1940 die Flussräumflottille Niederlande, um auch auf niederländischen Gewässern präsent zu sein.
Die Flottille unterstand anfangs dem Marinebefehlshaber in den Niederlanden und wurde von Kapitänleutnant d. R. Emmerich Schrittwieser in Dordrecht aufgestellt und mit Unterbrechung bis September 1944 kommandiert. Ab Januar 1941 wechselte die Unterstellung unter den Führer der Motorbootsverbände Niederlande beim Marinebefehlshaber Niederlande.
Aufgabe der Flottille war, niederländische Binnengewässer von Minen zu befreien und wo nötig neue Minensperren zu legen. Im Verlaufe des Krieges kamen weitere Aufgaben hinzu, wie das Geleit von Handelsschiffen und die Abwehr alliierter Bomber.
Am 8. Februar 1945 wurde die Einheit auf Befehl des Marineoberkommandos aufgelöst und im Februar/März 1945 wurden die noch vorhandenen Boote an die Rheinflottille übergeben. Die Reste der Besatzungen wurden zu Landeinheiten versetzt und wurden im weiteren Kriegsverlauf von den Alliierten in der Festung Holland eingeschlossen.

## Kommandeure
| Dienstzeit                     | Dienstgrad                   | Name                          |
| ------------------------------ | ---------------------------- | ----------------------------- |
| Dezember 1940 – April 1941     | Kapitänleutnant der Reserve  | Emmerich Schrittwieser        |
| April 1941 – November 1941     | Korvettenkapitän der Reserve | Dr. med. dent. Theodor Dralle |
| November 1941 – September 1944 | Korvettenkapitän der Reserve | Emmerich Schrittwieser        |
| September 1944 – Februar 1945  | Korvettenkapitän der Reserve | August Hermann Becker         |